# Hydrellia perfida
Hydrellia perfida är en tvåvingeart som beskrevs av Canzoneri och Rampini 1994. Hydrellia perfida ingår i släktet Hydrellia och familjen vattenflugor.
Artens utbredningsområde är Sierra Leone. Inga underarter finns listade i Catalogue of Life.